# Västra Kanada
Historiskt sett kan Västra Kanada också avse Canada West, se Övre Kanada.

De fyra provinserna i Västra Kanada.

Västra Kanada (engelska: Western Canada, engelska: l'Ouest canadien)  avser oftast de fyra provinserna väster om Ontario, från öster till väster:
- Manitoba, anslöt sig 1870[1]
- Saskatchewan, anslöt sig 1905[1]
- Alberta, anslöt sig 1905[1]
- British Columbia, anslöt sig 1871[1]

Dessa fyra provinser bildar bland annat en region vid fördelning av mandat till Kanadas senat.

### Fotnoter
1. 1 2 3 4  ”1867 - 1931: Territorial Expansion” (på engelska). Canada in the Making. Arkiverad från originalet den 16 maj 2015. https://web.archive.org/web/20150516013056/http://www.canadiana.ca/citm/themes/constitution/constitution14_e.html#alberta. Läst 16 maj 2015.